# En strut karameller
En strut karameller var en hyllningsföreställning till Povel Ramel som spelades på Vasateatern 2009 i regi av Lotta Ramel.

## Om föreställningen
Povel-klassiker, både låtar och sketcher blev här tolkade av olika artister. Namnet är taget från låten Tänk dej en strut karameller från 1958 av Povel Ramel. I samband med föreställningen delades det 27:e Karamelodiktstipendiet ut som då gick till Johan Ulveson. Medverkade gjorde bland andra Claes Eriksson, Henrik Dorsin, Sissela Kyle, Lise & Gertrud, Lotta Ramel, Mikael Ramel, Jonatan Ramel, Anne-Lie Rydé, Johan Ulveson, Viba femba, Maria Johansson.